# Омилетика
Омилетика (от старогръцки: homiletikos – свързан с общуването и беседването, събеседването ) e този дял на реториката, който се занимава с въпросите на християнската проповед, тоест това е науката, която изследва теорията, принципите като структура и т.н., както и историята на църковната проповед. Определя се като наука за църковното красноречие или като църковна реторика. Омилетиката е самостоятелен дял на приложното богословие .
Омилетиката се занимава с подготовката и произнасянето на църковни проповеди и други реторични жанрове с религиозно съдържание: поучителни слова, наставления, беседи и т.н. Тя разглежда проповедта като функция на Църквата и въобще като самостоятелно явление. Освен това омилетиката изучава законите на църковното красноречие през дадена историческа епоха и за отделни личности.